# Ljuberađa
Ljuberađa (cyr. Љуберађа) – wieś w Serbii, w okręgu pirockim, w gminie Babušnica. W 2011 roku liczyła 202 mieszkańców.